# Студёнка (Пригородный сельсовет)
Студёнка (бел. Студзёнка) — деревня в Борисовском районе Минской области Беларуси. Входит в состав Пригородного сельсовета.
Место переправы армии Наполеона через Березину в 1812 году.

## География
Расположена в 15 км в направлении на северо-запад от города Борисов, в 90 км от Минска, в 20 км от железнодорожной станции Борисов.
Около деревни пролегает автомобильная дорога Р-43.
Ближайшие населённые пункты Брили, Светлая Роща и др.

### Гидрография
Около левого берега реки Березина.

## История
В 1909 году в Бытчанской волости Борисовского уезда Минской губернии Российской империи.
До 17 августа 1963 года деревня входила в состав Бытчанского сельсовета.

## Население

### Численность
- 2019 год — 38 жителей

### Динамика
- 1909 год — 293 жителей, 32 дворов[4]
- 1999 год — 59 жителей (перепись населения)
- 2000 год — 62 жителей, 42 дворов[6]
- 2001 год — 58 жителей, 37 дворов[3]
- 2009 год — 31 жителей (перепись населения)[4]
- 2019 год — 38 жителей (перепись населения)

## Улицы
- Береговая
- Победы

## Достопримечательность
- Курганные могильники X—XI веков, которые относятся к периоду Древней Руси
- Братские могилы солдат Отечественной войны 1812 года
- Братские могилы советских воинов
- Мемориал братской могилы № 623[7]
- Памятники русским воинам Отечественной войны 1812 года
- Памятник в честь погибших французских воинов армии Наполеона
- Памятный знак на месте переправы через Березину
- Памятник в честь победы русской армии при Березине
- Памятник Битве при Березине
- Памятник погибшим при переправе через Березину
- Недалеко расположен мемориальный комплекс «Брилевское поле»: памятник (мемориал), часовня-памятник, памятник русским воинам, памятник французским воинам, погибшим на Брилевском поле, памятный знак в честь 150-летия Битвы при Березине.

## Галерея

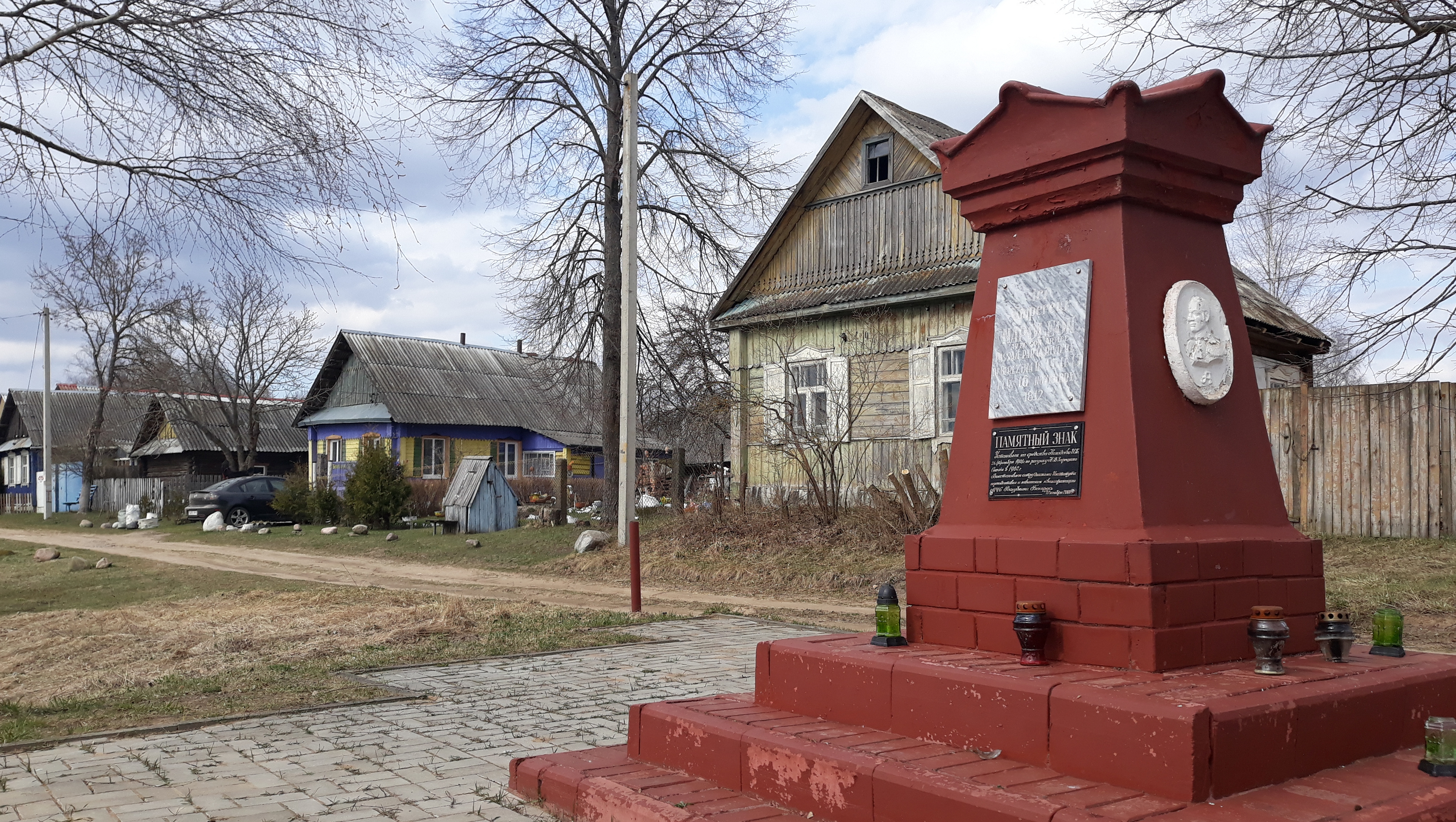
Памятный знак на месте переправы французской армии через Березину
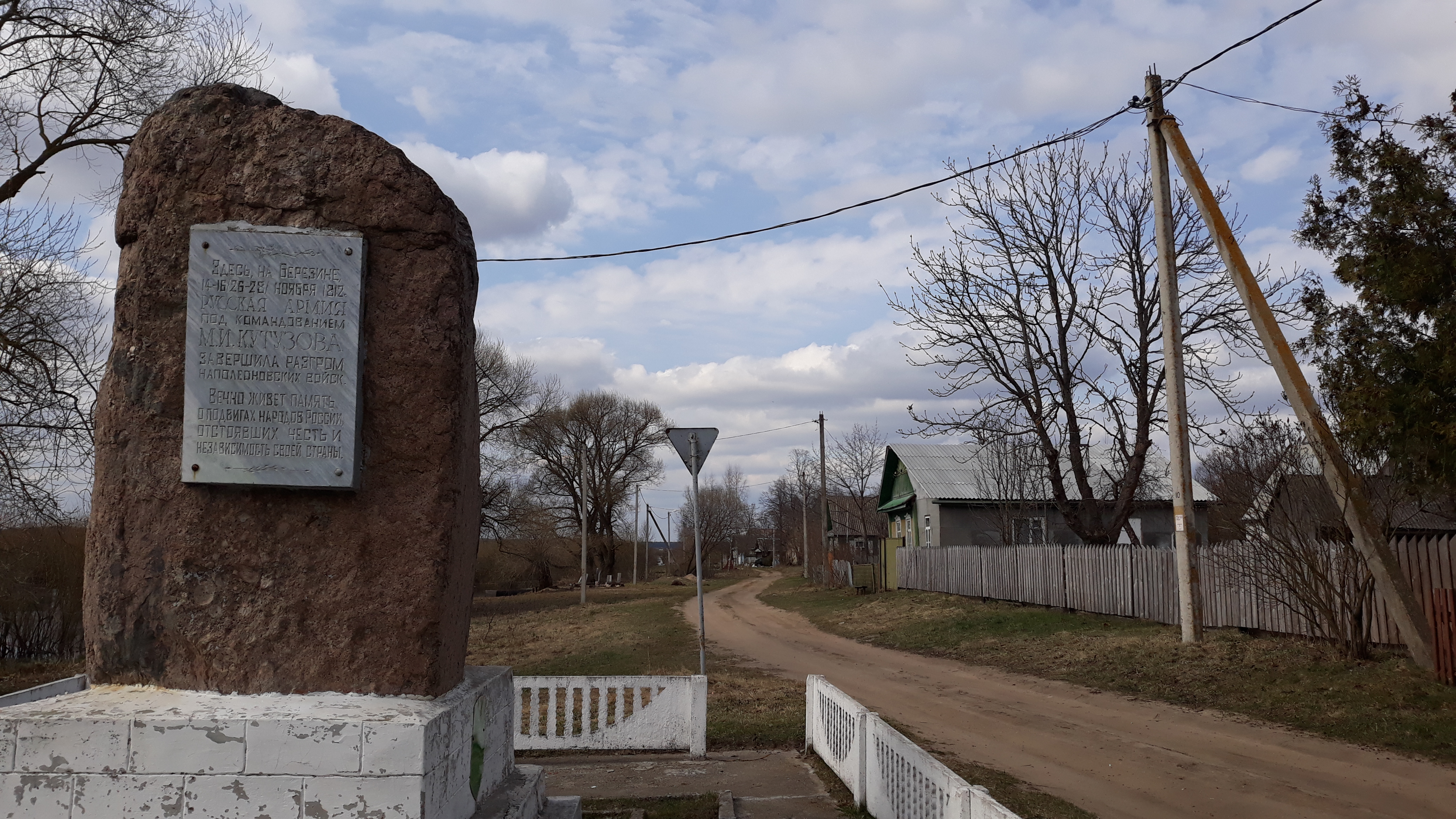
Монумент в честь победы русской армии при Березине
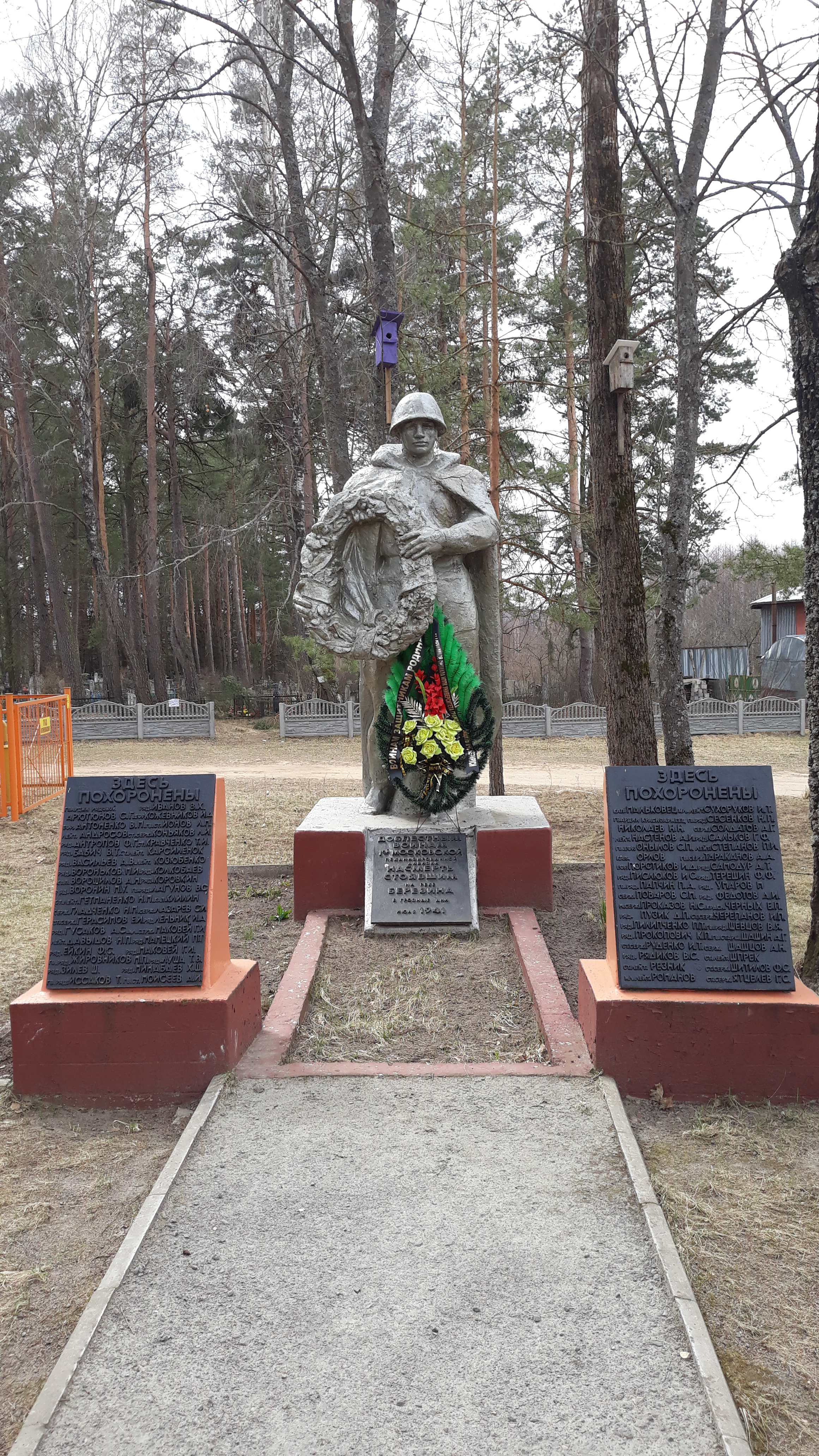
Братская могила солдат второй мировой войны